# ذات المحورين

صورة متحركة تبين مبدأ عمل ذات المحورين - وتظهر زوايا الالتفاف والانعراج والانعطاف.

ذات المحورين أو المِحوَرانِيّة أو الجَمبل آلة مركبة تسمح بتوجيه ما يشد فيها في جميع الاتجاهات، ومن تطبيقاتها الهامة:
- الإبقاء على ما في السفن موازيا أفقيا، ويسمى هذا الجهاز المدوار وهو ضروري لدقة إبرة البوصلة مثلا.
- توجيه منفث الغاز العادم في الطائرات والصواريخ.
- تصوير الفيديو، حيث يستخدم كمانع اهتزاز.[4]

## التاريخ
عُرفت الآلة منذ قديم الأزل وربما لا يمكن نسبها إلى مخترع معين، إلا أنها في أوروبة نُسبت إلى جيرولامو كاردانو وهو ممن وصفوها بالتفصيل.